# Scopula elisabethae
Scopula elisabethae är en fjärilsart som beskrevs av Louis Beethoven Prout 1934. Scopula elisabethae ingår i släktet Scopula och familjen mätare. Inga underarter finns listade.